# Geschäftsverteilungspläne des SD-Hauptamtes
Geschäftsverteilungspläne des SD-Hauptamtes (vrije vertaling: Schema van de taakverdeling van het SD-Hauptamt) was een schema van het centrale commando- en leidersfuncties van de Sicherheitsdienst (SD).

## Schema van de taakverdeling

### Organisatorische opbouw 1936-1937
- Chef des SD-Hauptamtes des Reichsführers SS bzw. SD-Hauptamt: SS-Gruppenführer Reinhard Heydrich

- Amt I: Personal und Verwaltung (Personeel en administratie)
  - Leiter: SS-Standartenführer Wilhelm Albert (19 juli 1935 - 30 januari 1938[1])

- Amt II: SD-Inland - (SD-Binnenland)
  - Leiter: SS-Standartenführer Hermann Behrends (vanaf 1937 SS-Sturmbannführer Franz Six)
  - Zentralabteilung II/1: Gegnererforschung - (Studie vijand)
    - SS-Hauptsturmführer Erich Ehrlinger (vanaf het einde van 1936 SS-Sturmbannführer Franz Six)
    - Hauptabteilung II/11: Weltanschauliche Gegner (Wereldbeschouwing tegenstander)
      - SS-Untersturmführer Dieter Wisliceny
      - Abteilung II/111: Freimaurer (Vrijmetselaars)
      - Abteilung II/112: Juden (Joden)
        - SS-Untersturmführer Leopold von Mildenstein (tot het einde van 1936), vanaf 1937: SS-Untersturmführer Herbert Hagen

      - Abteilung II/113: Politische Kirchen (politieke kerken)
        - SS-Hauptsturmführer Albert Hartl

    - Hauptabteilung II/12: Politische Gegner (politieke tegenstanders)
      - SS-Untersturmführer Helmut Knochen
      - Abteilung II/121: Marxismus (Marxisme)
        - SS-Obersturmführer Martin Paul Wolf

      - Abteilung II/123: Opposition (Oppositie)

  - Hauptabteilung II/2: Deutsche Lebensgebiete (Duitse Levengebieden)
    - SS-Sturmbannführer Reinhard Höhn (vanaf 1937 SS-Sturmbannführer Otto Ohlendorf)
    - Abteilung II/21: Kultur (Cultuur)
    - Abteilung II/22: Recht und Verwaltung (Recht en Administratie)
    - Abteilung II/23: Wirtschaft (Economie)

- Amt III: SD-Ausland/Abwehr (SD-Buitenland/Afweer)
  - Leiter: SS-Standartenführer Heinz Jost (vanaf 1942 SS-Brigadeführer Walter Schellenberg)

### Schema van de taakverdeling na het„Stabsbefehl für das SD-Hauptamt Nr. 3/37“
- Chef des SD-Hauptamtes des Reichsführers SS bzw. SD-Hauptamt: SS-Gruppenführer Reinhard Heydrich
  - Stabsführung: SS-Brigadeführer Siegfried Taubert
  - Adjutantur des Chefs des SD-Hauptamtes:
    - Adjudant: SS-Obersturmführer Hans-Hendrik Neumann

  - Registraturleiter: SS-Untersturmführer Zimmermann

- Amt I: Personal und Verwaltung (Personeel en Administratie)
  - Leiter: SS-Standartenführer Wilhelm Albert
  - Zentralabteilung I 1: SS-Standartenführer Wilhelm Albert, Hauptscharführer Anthor
    - Hauptabteilung I 11: SS-Standartenführer Herbert Mehlhorn
      - Hauptabteilung zugeteilte Hilfskräfte: SS-Hauptscharführer Horn, Untersturmführer Müller, SS-Oberscharführer Wisech, Oberscharführer Will, Oberscharführer Strobel, Oberscharführer Wiedemann, SS-Scharführer Gaulke, Scharführer Schulze, SS-Unterscharführer Urbanneck, Scharführer Wistenberg
      - Abteilung I 111: SS-Untersturmführer Roth
      - Abteilung I 112: SS-Obersturmführer Herbert Voßhagen
        - Referat I 1121: SS-Oberscharführer R Schmidt
        - Referat I 1122: SS-Untersturmführer Sulzer, Hauptsturmführer Rall

    - Hauptabteilung I 13: SS-Obersturmführer Herbert Voßhagen
      - Hilfskräfte bei I 13: SS-Hauptscharführer Heinrich, Möhlmeyer, Neuenfeld, May; SS-Oberscharführer Gründler, Stöterau, Schleisser, Meyer; Scharführer Noll, Werth, Rutzen; SS-Scharführer Böhrk, Herbert Müller; SS-Unterscharführer Walter Schmidt, Bressem, Schween, Schmüth, Litschke, Kallermann, Eckhoff, Sander, Hagel, Krüger, Wellnitz, Horchers, Goberneck; Rottenführer Ritter, Helmut Schmidt, Dunke, Zirnite, Wagner, Richter; Sturmmann Vogt; SS-Mann Krusche; Bewerber Trädrup, Zager, Jäger, Simon, Moos, Züge; Parteigenosse Schmädeicke
      - Abteilung I 131: SS-Hauptscharführer Oskar Podlich
      - Abteilung I 132: SS-Untersturmführer Hoffmann
      - Abteilung I 133: SS-Untersturmführer Skurk
        - Referat I 1341: SS-Untersturmführer Heino Deharde

    - Hauptabteilung I 14: SS-Sturmbannführer Walter Sohst
      - Hilfskräfte bei I /14: SS-Hauptsturmführer Neubert, Rust, Dohrmann; SS-Scharführer Reiweber, Beckmann; SS-Unterscharführer Wirtig, Gassmann, Krepelhuber, Volke; SS-Bewerber Stein, rschle, Pelz, Rupprecht, Neuge;
      - Abteilung I 141: SS-Untersturmführer Rüger, SS-Obersturmführer Mehlsäubl
      - Abteilung I 142: SS-Untersturmführer Plath, SS-Oberscharführer Hübner; SS-Scharführer Lüdtke

    - Hauptabteilung I 15: SS-Hauptsturmführer Friedrich Vollheim
      - Hilfskräfte bei I/15: SS-Untersturmführer Höft, Hauptscharführer Lehmann, Siemens, Schneider; SS-Oberscharführer Beisenherz, Bergol, Paus, Müller, Steinwedel, Scholz, Schulz, Thies, Scharführer, Hackbarth, Riemer, Wetzel, Wiesner; SS-Unterscharführer Betz, Breiter, Fiebig, Hildebrandt, Kotzruek, Köppe, Lechner, Ried, Sizak, Schäfer, Schönroceck, Tuchel; SS-Rottenführer Braun, Kräling, Petersen, Polac, Qubos, Valentin; Sturmmann Fischer, Mrongovius, Schott; SS-Mann Tscharnoe, Thun; SS-Anwärter Wolf, SS-Bewerber Bor, Daller, Gräver, Heissig, radünz, Schotzki, Scheibner, Schuster, Zimmamann
      - Abteilung 1511: SS-Obersturmführer Buch
      - Abteilung I 1521: SS-Untersturmführer Hermann Brendel
      - Abteilung I 1522: SS-Scharführer Bauer

  - Zentralabteilung I 2:
    - Hilfskräfte bei I/2: SS-Oberscharführer Hosch, Lukat, Fitzen, Manck, Ahlers, Pause; Scharführer Halboth, Ufken; SS-Unterscharführer Reisch, Max Müller, Carl, Rottler-Kühl; Rottenführer Mählig, HJ Krüger, Weiden; SS-Sturmmann Dietrich; SS-Bewerber Jung
    - Hauptabteilung I 21: SS-Obersturmführer Griebl
    - Hauptabteilung I 22: SS-Obersturmführer Holder, Hauptscharführer Hänsch
      - Abteilung I 212: SS-Hauptsturmführer Bruns, SS-Obersturmführer Walter Heggblum, Rabe, SS-Untersturmführer Berg, Haydenreuther

  - Zentralabteilung I 3: Presse und Schrifttum (Pers en Literatuur)
    - Leiter: Sturmbannführer Franz Six
    - Referenten bei I 3: Hauptscharführer Kämpf, Pahl; Oberscharführer Burmester, Dittel, Möbus, Pfeiffer, Wohlfahrt; Scharführer Altemeier, Bauckloh, Beyer, Naeter; Unterscharführer Diez, Doberschütz, Unterscharführer Hass, Königslöw, Lange; Bewerber Backhaus, Fischer, Schen
    - Hilksräfte bei I 3: Hauptscharführer Oehme; Oberscharführer Einfeld, Eisenkolb; Scharführer Reein, Hansen, Schumacher, Vogel, Rust, Mose, Scholze, Mühler, Ireck, Weinauge, Franz, Leube, Heinrich Stassen; Sturmmann Bahlsen, Panzer; SS-Bewerber Augsburg
    - Hauptabteilung I 31: SS-Untersturmführer Wilhelm Spengler
      - Abteilung I 311: SS-Scharführer Hagen
      - Abteilung I 312: SS-Oberscharführer Walter von Kielpinski
      - Abteilung I 315: Bewerber Stübel

    - Hauptabteilung I 32: SS-Hauptsturmführer Erich Ehrlinger
      - Abteilung I 322: SS-Hauptscharführer Richter

  - Zentralabteilung I 4:
    - Leiter: SS-Standartenführer Arthur Bork
    - Hilfskräfte bei I 4: SS-Untersturmführer Wilhelm Asmus, Oberscharführer Hars, Scharführer Eimers, Oberscharführer März, Oberscharführer Schnarp
    - Hauptabteilung I 41: SS-Hauptsturmführer Carl Brocke
      - Abteilung I 411: SS-Oberscharführer Radtke
        - Referat I 4411: SS-Hauptsturmführer Kurt Schmidt

    - Hauptabteilung I 42: SS-Obersturmführer Mettich
      - Abteilung I 421: SS-Untersturmführer Julius Schmidt
        - Referat I 4231: SS-Untersturmführer Scheidler

    - Hauptabteilung I 43: SS-Oberscharführer Spannaus
      -         - Referat I 4321: SS-Untersturmführer Herrmann

      - Abteilung I 44: SS-Hauptscharführer Griesmann
        - Referat I 4412: SS-Obersturmführer Wilhelm Dilger

      - Abteilung I 442: SS-Hauptscharführer Ripke

- Amt II: SD-Inland (SD-Binnenland)
  - Leiter: Hermann Behrends
  - Zentralabteilung II 1: Weltanschauliche Auswertung (Wereldbeschouwing evaluatie)
    - Leiter: Standartenführer Hermann Behrends
    - Hauptabteilung II 11: Obersturmführer Hartmann
      - Abteilung II 111: Freimaurer (Vrijmetselaars)
        - Leiter: Obersturmführer Theodor Christensen
        - Referenten: Untersturmführer Hans Harms, Hauptscharführer Ehlers en Dieter Wisliceny

      - Abteilung II 112:
        - Referenten: Hauptsturmführer Kuno Schröder, Adolf Eichmann

      - Abteilung II 113: Kirchenpolitische Abteilung (kerkelijke politieke afdeling)
        - Leiter: Obersturmführer Albert Hartl
        - Referenten: Hauptscharführer Gahrmann, Walter Kolrep, Untersturmführer Otto, Oberscharführer de Boer, Scharführer Krüger, Scharführer Paul Zapp

    - Hauptabteilung II 12: SS-Hauptsturmführer Werner Göttsch
      -         - Abteilung II 121: SS-Obersturmführer Wolf
          - Referenten: Untersturmführer Dörner, Hauptscharführer Schack

        - Abteilung II 122: SS-Unterscharführer Konrad Radunski
        - Abteilung II 123: SS-Hauptsturmführer Horst Böhme
          - Referenten: SS-Untersturmführer Walter Hermann, SS-Untersturmführer Jütebock;

    - Hilfskräfte im Amt II: Hauptscharführer Brauns, Boy; Oberscharführer Franz schröder, Hartmann, Jänisch, Firese, Kluckhohn; Scharführer Jakobs, Stiller, Kastner; Unterscharführer Rollenhgange, Sorgenfrei, Konze, Pahnke, Bruhns, Brüderöe, Stüber ucker, Krull, Kruse, Breit, Büchert, trenz, Schuckmann, Gütschow; Rottenführer Haglemann, Brande, Altinger, Schilling, Gerner, Kurt Ehlers

  - Zentralabteilung II 2: Lebensgebietsmäßige Auswertung
    - Leiter: SS-Sturmbannführer Höhn
    - Referenten bei II 2: SS-Untersturmführer Karl Timm, Kortenkampf, V Wächter; Oberscharführer Ulrich, SS-Scharführer Polte, Knöpfel, Sigismund; SS-Rottenführer Hanenbruch, Deppner; SS-Bewerber Heinze, Weber, Knigge
    - Hilfskräfte II 2: SS-Untersturmführer Schänzlin; SS-Hauptscharführer Arnold, Behrens, Holtmann; SS-Oberscharführer Bluhm, Klaus, Löhndorf, Fritz Müller, Schill; Scharführer Beckhoff, Hans Schmidt, Wittmann, Budnick, Kohl, Kosche, Hoeven; SS-Rottenführer, Bewerber Voss
    - Hauptabteilung II 21: Kulturelles Leben (Culturele leven)
      - Leiter: Obersturmführer Rausch
      - II 211: Wissenschaft (Wetenschap)
        - SS-Obersturmführer Waldemar Beyer

      - II 212: Volksgesundheit (Volksgezondheid)
        - SS-Oberscharführer Jacobi

      - II 213: Rasse und Volksgesundheit (Ras en Volksgezondheid)
        - Untersturmführer Walter Kurreck

      - II 214: Kunst (Kunst)
        - Hauptscharführer Hennig

      - Hauptabteilung II 22: Gemeinschaftsleben (Gemeenschapsleven)
        - Obersturmführer Werner Braune

      - Abteilung II 221: Recht (Recht)
      - Abteilung II 222: Verwaltung (Administratie)
      - Abteilung II 223: Erziehung (Opvoeding)
        - Leiter: Oberscharführer Otto Ohlendorf

      - Abteilung II 224: Presse und Schrifttum (Pers en Literatuur)
      - Abteilung II 225: Nationalsozialismus und Staat (Nationaalsocialisme en Staat)

    - Hauptabteilung II 23: Materielles Leben (Materiaal leven)
      - SS-Obersturmbannführer Heuckenkam
      - Abteilung II 231: Ernährungswirtschaft (Voedingsindustrie)
      - Abteilung II 232: Handel, Handwerk und Verkehr (Handel, Handwerk en Verkeer)
      - Abteilung II 233: Währung, Banken und Börsen, Versicherungswesen (Valuta, banken en beurzen, verzekeringen)
      - Abteilung II 234: Gewerbliche Wirtschaft (Handel en industrie)
        - Obersturmführer Gerhard Eilers

      - Abteilung II 235: Finanzwirtschaft (Financieel beheer)
        - Oberscharführer Wilhelm Seibert

      - II 237: Untersturmführer Hans Leetsch, SS-Bewerber Stern

- Amt III: SD-Ausland/Abwehr (SD-Buitenland/Afweer)
  - Zentralabteilung III 1:
    - Leiter: SS-Standartenführer Heinz Jost
      - Hauptabteilung III 11: SS-Obersturmführer Volkenborn
        - Abteilung III 111: Parteigenosse Paul von Vietinghoff-Scheel

      - Hauptabteilung III 12: Sturmbannführer Hahn
        - Abteilung III 112: SS-Oberscharführer Bielstein
        - Abteilung III 113: SS-Oberscharführer Wenkausen
        - Abteilung III 114: SS-Oberscharführer Boecker
          - III 1212: SS-Oberscharführer Domke
          - III 1164: SS-Scharführer Gröhnhim

    - Hilfskräfte bei III 1: SS-Oberscharführer Morawek; Unterscharführer Mahler, Postus, Smole; Rottenführer Bobach, Dembitzki, Gehring; Sturmmann Prasch;

  - Zentralabteilung III 2:
    - Leiter: Standartenführer Heinz Jost
      - Referenten bei III 2: SS-Obersturmführer Kuoschm Hufschmidt; SS-Untersturmführer herm –hron; Hauptscharführer Bock; tuenrscharführer Klausmeier; SS-Rottenführer Baumann

    - Hilfskräfte bei III 2: SS-Hauptscharführer Endemann; SS-Oberscharführer Fleig; Scharfürher Lehn, amend, Rahn; SS-Unterscharführer: Philip Horn, Boss, Ochsenfahrt; Rottenführer Buchmann, Issel
    - Hauptabteilung 21:
      - Abteilung III 213: SS-Untersturmführer Poche

    - Hauptabteilung 22:
      - Abteilung III 221: SS-Untersturmführer Alfred Filbert
      - Abteilung III 222: SS-Hauptsturmführer Ohle
      - Abteilung III 223: SS-Hauptscharführer Bauersachs, SS-Hauptsturmführer Rossner
      - Abteilung III 225: SS-Oberscharführer Walter Renken, Untersturmführer Sibert

### Organisatorische opbouw 1938/39
- Amt I: Organisation (Organisatie)
  - Zentralabteilung I/1: Stabskanzlei (Staf van de Kanselarij)
    - Leiter: SS-Oberführer Herbert Mehlhorn

  - I/2: Personal (Personeel)
    - Leiter: Alfons Glatzel

  - I/3: Presse und Museum (Pers en Musea)
    - Leiter: SS-Sturmbannführer Franz Six

  - I/4: Verwaltung (Administratie)
    - Leiter: Bruno Streckenbach

- Amt II: SD-Inland (SD-Binnenland)
  - Zentralabteilung II/1: Weltanschauliche Gegner (Wereldbeschouwelijke tegenstanders)
    - Leiter: SS-Sturmbannführer Franz Six
    - Hauptabteilung II/11: Weltanschauung (Wereldbeeld)
      - Leiter: Erich Ehrlinger
      - Afdeling II/111: Freimaurer (Vrijmetselaars)
        - Leiter: Erich Hengelhaupt

      - Afdeling II/112: Judentum (Jodendom)
        - Leiter: SS-Untersturmführer Herbert Hagen

      - Afdeling II/113: Konfessionelle politische Strömungen (Confessionele politieke stromingen)
        - Leiter: SS-Hauptsturmführer Albert Hartl

    - Hauptabteilung II/12: Gegnerformen (Vijandelijke vormen)
      - Leiter.: SS-Untersturmführer Helmut Knochen
      - Afdeling II/121 (Linksbewegung): SS-Obersturmführer Martin Wolf
      - Afdeling II/122 (Mittelbewegung): Karl-Julius Stubel
      - Afdeling II/123: Rechtsbewegung
        - Leiter: H. Seibold

  - Zentralabteilung II/2: Lebensgebietsmäßige Auswertung
    - Leiter: SS-Sturmbannführer Franz Six

- Amt III: SD-Ausland  (SD-Buitenland) 
  - Zentralabteilung III/1: Fremdländische Gebiete (Vreemd gebied)
    - Leiter: SS-Brigadeführer Heinz Jost

  - Zentralabteilung III/2: Außenpolitische Abwehr (Buitenlandse afweer)

### Organisatorische opbouw van het Ambt II (SD-Binnenland) van het RSHA na hetGeschäftsverteilungsplanvan 1 februari 1940
- Amt II: Weltanschauliche Gegnererforschung  (Wereldbeschouwing tegenstanders onderzoek)
  - Leiter:
  - Afdeling II A: Grundlagenforschung  (Grondslagenonderzoek)
  - Leiter: Rudolf Oebsger-Röder
  - Referat II A 1: Presse  (Pers)
    - Referent: Helmut Mehringer

  - Referat II A 2: Bibliothek  (Bibliotheek)
    - Referent: Waldemar Beyer

  - Referat II A 3: Archiv  (Archief)
    - Referent: Paul Dittel

  - Referat II A 4: Auskunftsstelle  (Informatie instantie)
    - Referent: Karl Burmester

  - Referat II A 5: Verbindungsstelle zur Deutschen Bücherei Leipzig  (Verbindingspunt voor de Duitse boekerij Leipzig)
    - Referent: Martin Nitsche

- Afdeling II B: Weltanschauliche Gegnererforschung  (Wereldbeschouwing tegenstanders onderzoek) 
  - Referat II B 1: Freimaurerei  (Vrijmetselaars)
    - Referent: Hans Richter

  - Referat II B 2: Judentum (Jodendom)
    - Referent: Hans Richter

  - Referat II B 3: Politische Kirchen  (Politieke kerken)
    - Referat: Albert Hartl

  - Referat II B 4: Marxismus (Marxisme)
    - Referent: Rolf Mühler

  - Referat II B 5: Liberalismus (Liberalisme)
    - Referent: Rolf Mühler

- Afdeling II C: Inlandsprobleme (Binnenlandse problemen)
  - Referat II C 1: Kulturforschung (Cultuur onderzoek)
    - Referent: SS-Sturmbannführer Hans Schick

- Afdeling II D: Auslandsprobleme (Buitenlandse problemen)
  - Referat II D 1: Ost (Oost)
    - Referent: Erich Hengelhaupt

  - Referat II D 2: Südost (Zuidoost)
    - Referent: Emil Steudle

  - Referat II D 3: Süd (Zuid)
    - Referent: SS-Sturmbannführer Karl Haß

  - Referat II D 4: Frankreich (Frankrijk)
    - Referent: SS-Sturmbannführer Andreas Biederbick

  - Referat II D 5: ?
  - Referat II D 6: ?
    - Referent: SS-Sturmbannführer Hanke

### Organisatorische opbouw na hetGeschäftsverteilungsplanvan maart 1941
- Amt III: Deutsche Lebensgebiete – SD-Inland (Duitse levensgebieden - SD-Binnenland)
  - Leiter: Chef SS-Standartenführer Otto Ohlendorf
  - III A: Fragen der Rechtsordnung und des Reichsaufbaus (Vragen over de rechtsorde en de opbouw van het Rijk) 
    - SS-Sturmbannführer Karl Gengenbach (vanaf eind 1941 SS-Sturmbannführer Wolfgang Reinholz)
    - III A 1: Allgemeine Fragen der Lebensgebietsarbeit (Algemene vragen van Gebiedswerk)
      - SS-Hauptsturmführer Justus Beyer

    - III A 2: Rechtsleben (Wettelijk leven)
      - SS-Hauptsturmführer und Regierungsrat Heinrich Malz

    - III A 3: Verfassung und Verwaltung (Grondwet en Administratie)
      - durch Gruppenleiter betreut, (vanaf 1944 Erhard Mäding)

    - III A 4: Allgemeines Volksleben (Algemeen volksleven)
      - unbesetzt (onbezet)

  - III B: Volkstum (Volksaard)
    - SS-Obersturmbannführer Hans Ehlich
    - III B 1: Volkstumsarbeit (Volkswerk)
      - SS-Hauptsturmführer Heinz Hummitzsch

    - III B 2: Minderheiten (Minderheden)
      - zurzeit unbesetzt (momenteel onbezet)

    - III B 3: Rasse und Volksgesundheit (Ras en Volksgezondheid)
      - SS-Hauptsturmführer Schneider

    - III B 4 (Einwanderung und Umsiedlung) (Immigratie en Hervestiging): SS-Sturmbannführer en Regierungsrat Bruno Müller
    - III B 5: Besetzte Gebiete (Bezette gebieden)
      - SS-Sturmbannführer Eberhard Freiherr von und zu Steinfurth

  - III C: Kultur (Cultuur)
    - SS-Sturmbannführer Wilhelm Spengler
    - III C 1 (Wissenschaft): SS-Hauptsturmführer Ernst Turowski
    - III C 2: Erziehung und religiöses Leben
      - SS-Hauptsturmführer Heinrich Seibert, vanaf midden 1942 SS-Hauptsturmführer Rudolf Böhmer

    - III C 3: Volkskultur und Kunst
      - SS-Hauptsturmführer Hans Rößner

    - III C 4: Presse, Schrifttum und Rundfunk  (Pers, Literatuur en Radio)
      - SS-Hauptsturmführer Walter von Kielpinski

  - III D: Wirtschaft  (Economie)
    - zurzeit unbesetzt (momenteel onbezet), plaatsvervanger SS-Sturmbannführer Willi Seibert
    - III D 1: Ernährungswirtschaft  (Voedingseconomie)
      - zurzeit unbesetzt (momenteel onbezet)

    - III D 2: Handel, Handwerk und Verkehr  (Handel, Handwerk en Verkeer)
      - SS-Sturmbannführer Heinz Kröger

    - III D 3: Industrie und Energiewirtschaft: zurzeit unbesetzt (momenteel onbezet)
    - III D 4: Arbeits- und Sozialwesen  (Arbeids- en Sociale voorzieningen)
      - SS-Sturmbannführer Hans Leetsch

- Amt VII: Weltanschauliche Forschung und Auswertung – SD-Ausland  (Wereldbeschouwelijk Onderzoek en Evaluatie - SD-Buitenland)
  - Leiter: Chef SS-Standartenführer Franz Six (vanaf eind 1943 SS-Obersturmbannführer Paul Dittel)
  - Vertreter: SS-Obersturmbannführer en Oberregierungsrat Paul Mylius
  - VII A: Materialerfassung  (Materiële acquisitie)
    - SS-Obersturmbannführer en Oberregierungsrat Paul Mylius
    - VII A 1: Bibliothek  (Bibliotheek)
      - SS-Hauptsturmführer Waldemar Beyer

    - VII A 2: Berichterstattung, Übersetzungsdienst, Sichtung und Verwertung von Pressematerial (Verslaggeving, vertaaldienst, schifting en gebruik van persmateriaal)
      - SS-Hauptsturmführer Helmut Mehringer

    - VII A 3: Auskunftei und Verbindungsstelle  (Informatiebureau en Verbindingspost)
      - SS-Hauptsturmführer Karl Burmester

  - VII B: Auswertung  (Evaluatie)
    - zurzeit unbesetzt (momenteel onbezet)
    - VII B 1: Freimaurerei und Judentum  (Vrijmetselarij en Jodendom)
      - zurzeit unbesetzt (momenteel onbezet)

    - VII B 2: Politische Kirchen  (Politieke kerken)
      - SS-Hauptsturmführer Friedrich Murawski

    - VII B 3: Marxismus
      - SS-Untersturmführer Horst Mahnke, Vorauskommando Moskau der Einsatzgruppe B  (Voorcommando Moskou van de mobiele doodseskaders B)

    - VII B 4: Andere Gegnergruppen
      - SS-Obersturmbannführer Rolf Mühler

    - VII B 5: Wissenschaftliche Einzeluntersuchungen zu Inlandsproblemen (Persoonlijke wetenschappelijke onderzoeken van de Binnenlandse problemen)
      - SS-Hauptsturmführer Hans Schick

    - VII B 6: Wissenschaftliche Einzeluntersuchungen zu Auslandsproblemen (Persoonlijke wetenschappelijke onderzoeken van de Buitenlandse problemen)
      - zurzeit unbesetzt (momenteel onbezet)

  - VII C: Archiv, Museum und wissenschaftliche Sonderaufträge (Archief, Musea en Speciale wetenschappelijke opdrachten)
    - zurzeit unbesetzt (momenteel onbezet)
    - VII C 1 (Archiv): SS-Hauptsturmführer Paul Dittel
    - VII C 2: Museum (Musea)
      - Hans Richter

    - VII C 3: Wissenschaftliche Sonderaufträge (Speciale wetenschappelijke opdrachten)
      - SS-Obersturmbannführer Rudolf Levin

## Literatur
- (de)  Wildt, Michael. Generation des Unbedingten. Das Führungskorps des Reichssicherheitshauptamtes. Hamburger Edition, Hamburg 2002, ISBN 3-930908-75-1.